# Віковий ясен (Сокаль, біля церкви)
Вікови́й я́сен — ботанічна пам'ятка природи місцевого значення в Україні. Об'єкт природно-заповідного фонду Львівської області. 
Розташована в центральній частині міста Сокаль Львівської області, на вулиці Шептицького. 
Площа 0,05 га. Статус надано згідно з рішенням Львівської облради від 9.10.1984 року № 495. Перебуває у віданні районного комбінату комунальних підприємств. 
Статус надано для збереження одного екземпляра вікового ясена.